# Yasuki Chiba
Yasuki Chiba (千葉泰樹, Chiba Yasuki), né le 24 juin 1910 et mort le 18 septembre 1985, est un réalisateur et scénariste japonais.

## Biographie
Yasuki Chiba commence sa carrière de réalisateur à la Kawai Eiga Seishaku-sha (une société de production fondée par Tokusaburō Kawai en 1927 et qui a produit près de 500 films muets jusqu'en 1933). Il réalise son premier film So rōnin shōbai ōrai en 1930.
En 1940, il tourne La Fille de l'usine de briques, un film réaliste et social, au sein d'une société de production indépendante, la Nano Eiga. Le film dépeint la vie dans les bidonvilles de Tokyo, et si le message est modéré, encouragent à travailler sérieusement plutôt que de rester oisif, la pauvreté est montrée de manière flagrante, si bien que la censure en interdit la projection, il ne sortira sur les écrans qu'aux lendemains de la Seconde Guerre mondiale en 1946.
En 1957, Yasuki Chiba réalise Ōban, une adaptation d'un best-seller de Bunroku Shishi, une comédie avec Daisuke Katō dans le rôle d'un homme de la campagne qui monte à Tokyo dans les années trente et fait fortune à la Bourse. Le film est un succès et trois autres suites voient le jour : Zoku Ōban: Fūun hen (1957), Zokuzoku Ōban: Dōto uhen (1957) et Ōban: Kanketsu hen (1958).
Yasuki Chiba a réalisé plus de 130 de films entre 1930 et 1969, il a également écrit une quinzaine de scénarios entre 1938 et 1952 sous le pseudonyme de Fumio Yoshida.

## Filmographie partielle

### Années 1930
- 1930 : So rōnin shōbai ōrai (素浪人商売往来?)
- 1933 : Koi no odoriko (恋の踊子?)
- 1933 : Boku no seishun (僕の青春?)
- 1934 : Hiren no honō (悲恋の炎?)
- 1934 : Ureshii musume (嬉しい娘?)
- 1934 : Geisha sandaiki: Meiji hen (芸者三代記 明治篇?)
- 1936 : Anata to yobeba (あなたと呼べば?)
- 1937 : Bokō no hanagata (母校の花形?)
- 1937 : Utsukushiki taka (美しき鷹?)
- 1938 : Magokoro banzai (まごころ万才?)[8]
- 1938 : Hito wa wakamono (人は若者?)[9]
- 1938 : Le Théâtre de la vie : Zankyo (人生劇場 残侠篇, Jinsei gekijō: Zankyō hen?)
- 1938 : Sugikyō no saiminjutsu (杉狂の催眠術?)
- 1938 : Josei kōro (女性行路?)
- 1939 : Chijō tengoku (地上天国?)
- 1939 : Dōke no machi (道化の町?)
- 1939 : Nei-san no oyomeiri (姉さんのお嫁入り?)
- 1939 : Kūsō buraku (空想部落?)

### Années 1940
- 1940 : Hideko no ōen danchō (秀子の応援団長?)
- 1940 : Hikoroku naguraru (彦六なぐらる?)
- 1940 : Banzuiin Chōbei (幡随院長兵衛?)
- 1941 : Josei shinsō (女性新装?)
- 1942 : Shiroi hekiga (白い壁画?)
- 1942 : Umineko no minato (海猫の港?)
- 1943 : Aozora kōkyōraku (青空交響楽?)
- 1944 : Chi no tsume moji (血の爪文字?)
- 1946 : La Fille de l'usine de briques (煉瓦女工, Renga jokō?)[3]
- 1946 : Baiser d'un soir (或る夜の接吻, Aru yoru no seppun?)
- 1947 : Hana saku kazoku (花咲く家族?)
- 1947 : L'Invitation au bonheur (幸福への招待, Kōfuku e no shōtai?)
- 1948 : Utsukushiki hyō (美しき豹?)
- 1948 : Une image vivante (生きている画像, Ikiteiru gazō?)[10]
- 1949 : Nīzuma kaigi (新妻会議?)
- 1949 : Onna no tatakai (女の闘い?)

### Années 1950
- 1950 : Tōkyō mushuku (東京無宿?)
- 1950 : Tsuma to jokisha (妻と女記者?)
- 1950 : Yoru no hibotan (夜の緋牡丹?)
- 1951 : Wakai musumetachi (若い娘たち?)
- 1951 : Wakōdo no uta (若人の歌?)
- 1952 : Keian hichō (慶安秘帖?)
- 1952 : Kin no tamago (金の卵?)
- 1952 : Tōkyō no koibito (東京の恋人?)
- 1952 : Oka wa hanazakari (丘は花ざかり?)
- 1953 : Himawari musume (ひまわり娘?)
- 1953 : Aijō ni tsuite (愛情について?)
- 1953 : Kofuku-san (幸福さん?)
- 1954 : Koyoi hito yoru o (今宵ひと夜を?)
- 1954 : Aku no tanoshisa (悪の愉しさ?)
- 1954 : Kakute yume ari (かくて夢あり?)
- 1955 : Jokyū (まごころの花ひらく 女給?)
- 1955 : Sararīman: Mejiro sanpei (サラリーマン 目白三平?)
- 1955 : Atsukama shi to Oyakama shi (アツカマ氏とオヤカマ氏?)
- 1955 : Zoku sararīman: Mejiro sanpei (続サラリーマン 目白三平?)
- 1956 : Hesokuri shachō (へそくり社長?)
- 1956 : Zoku hesokuri shachō (続へそくり社長?)
- 1956 : Feu follet (鬼火, Onibi?)
- 1956 : Kōjinbutsu no fūfu (好人物の夫婦?)
- 1956 : Okashina yatsu (おかしな奴?)
- 1957 : Le Faubourg (下町, Shitamachi?)
- 1957 : Ōban (大番?)
- 1957 : Zoku Ōban: Fūun hen (続大番 風雲編?)
- 1957 : Zokuzoku Ōban: Dōto uhen (続々大番 怒濤篇?)
- 1958 : Yajikita dōchūki (弥次喜多道中記?)
- 1958 : Ōban: Kanketsu hen (大番 完結篇?)
- 1958 : Yajikita dōchū sugoroku (弥次喜多道中記夫婦篇 弥次喜多道中双六?)
- 1959 : Kitsune to tanuki (狐と狸?)
- 1959 : Wakai koibito-tachi (若い恋人たち?)

### Années 1960
- 1960 : Haori no taishō (羽織の大将?)
- 1960 : Gametsui yatsu (がめつい奴?)
- 1961 : Ginza no koibitotachi (銀座の恋人たち?)
- 1961 : Honkon no yoru (香港の夜?)
- 1961 : Les Deux Fils (二人の息子, Futari no musuko?)
- 1962 : Honkon no hoshi (香港の星?)
- 1962 : Kawano hotoride (河のほとりで?)
- 1963 : Onna ni tsuyoku naru kufū no kazukazu (女に強くなる工夫の数々?)
- 1963 : Honolulu - Tokyo - Hong Kong (ホノルル・東京・香港, Honoruru・Tōkyō・Honkon?)
- 1963 : Miren (みれん?)
- 1964 : Hadaka no jūyaku (裸の重役?)
- 1964 : Danchi: Nanatsu no taizai (団地七つの大罪?) co-réalisé avec Masanori Kakei (ja)
- 1966 : Bankokku no yoru (バンコックの夜?)
- 1966 : Jinchō-ge (沈丁花?)
- 1968 : Haruranman (春らんまん?)
- 1968 : Kawachi fūten zoku (河内フーテン族?)
- 1968 : Wakamono yo chōsen seyo (若者よ挑戦せよ?)
- 1969 : Mito Kōmon man'yūki (水戸黄門漫遊記?)

### Comme scénariste
Sous le nom de Fumio Yoshida
- 1938 : Magokoro banzai (まごころ万才?)
- 1938 : Hito wa wakamono (人は若者?)
- 1938 : Le Théâtre de la vie : Zankyo (人生劇場 残侠篇, Jinsei gekijō: Zankyō hen?)
- 1938 : Sugikyō no saiminjutsu (杉狂の催眠術?)
- 1938 : Josei kōro (女性行路?)
- 1939 : Chijō tengoku (地上天国?)
- 1939 : Dōke no machi (道化の町?)
- 1939 : Nei-san no oyomeiri (姉さんのお嫁入り?)
- 1940 : Banzuiin Chōbei (幡随院長兵衛?)
- 1942 : Shiroi hekiga (白い壁画?)
- 1942 : Umineko no minato (海猫の港?)
- 1944 : Chi no tsume moji (血の爪文字?)
- 1946 : Baiser d'un soir (或る夜の接吻, Aru yoru no seppun?)
- 1946 : Ojō-sama oteo (お嬢様お手を?) de Hiroshi Mizuno (ja)
- 1952 : Keian hichō (慶安秘帖?)
- 1952 : Tōkyō no koibito (東京の恋人?)